# NGC 6558
NGC 6558 is een bolvormige sterrenhoop in het sterrenbeeld Boogschutter. Het hemelobject werd op 3 augustus 1834 ontdekt door de Britse astronoom John Herschel.

## Synoniemen
- GCl 89
- ESO 456-SC62